# (25452) 1999 XS10
(25452) 1999 XS10 est un astéroïde de la ceinture principale d'astéroïdes découvert en 1999.

## Description
(25452) 1999 XS10 a été découvert le 5 décembre 1999 à la Station Catalina, un observatoire astronomique situé dans les Monts Santa Catalina à environ 29 kilomètres au nord-est de Tucson dans l'Arizona, par le projet Catalina Sky Survey.

### Caractéristiques orbitales
L'orbite de cet astéroïde est caractérisée par un demi-grand axe de 2,27 UA, un périhélie de 1,92 UA, une excentricité de 0,15 et une inclinaison de 7,04° par rapport à l'écliptique. Du fait de ces caractéristiques, à savoir un demi-grand axe compris entre 2 et 3,2 UA et un périhélie supérieur à 1,666 UA, il est classé, selon la JPL Small-Body Database, comme objet de la ceinture principale d'astéroïdes.

### Caractéristiques physiques
(25452) 1999 XS10 a une magnitude absolue (H) de 15,6 et un albédo estimé à 0,111.